# Lista odcinków serialu Nie ma lekko (2011)
Poniżej znajduje się lista odcinków serialu telewizyjnego Nie ma lekko, który był emitowany przez amerykańską stację telewizyjną USA Network od 29 czerwca 2011 roku do 21 sierpnia 2013 roku. Łącznie powstało 3 sezony, 38 odcinków. W Polsce był emitowany od 1 czerwca 2012 roku do 14 sierpnia 2014 roku przez nSeriale.
| Sezon | Sezon | Odcinki | Oryginalna emisja | Oryginalna emisja | Oryginalna emisja | Oryginalna emisja | Oryginalna emisja |
| Sezon | Sezon | Odcinki | Premiera sezonu   | Finał sezonu      | Premiera sezonu   | Finał sezonu      |                   |
| ----- | ----- | ------- | ----------------- | ----------------- | ----------------- | ----------------- | ----------------- |
|       | 1     | 12      | 29 czerwca 2011   | 14 września 2011  | 1 czerwca 2012    | 17 sierpnia 2012  |                   |
|       | 2     | 16      | 6 czerwca 2012    | 20 lutego 2013    | 10 czerwca 2013   | 24 września 2013  |                   |
|       | 3     | 10      | 12 czerwca 2013   | 21 sierpnia 2013  | 12 czerwca 2014   | 14 sierpnia 2014  |                   |

## Sezon 1 (2011)
| Nr | #  | Tytuł                  | Reżyseria        | Scenariusz                               | Premiera USA Network | Premiera nSeriale |
| -- | -- | ---------------------- | ---------------- | ---------------------------------------- | -------------------- | ----------------- |
| 1  | 1  | Pilot                  | Kevin Dowling    | Liz Kruger, Craig Shapiro                | 29 czerwca 2011      | 1 czerwca 2012    |
| 2  | 2  | Anchor Management      | Ron Underwood    | Jeffrey Lieber, Tracy McMillan           | 6 lipca 2011         | 8 czerwca 2012    |
| 3  | 3  | Spinning Out           | Kevin Dowling    | Liz Kruger, Craig Shapiro                | 13 lipca 2011        | 15 czerwca 2012   |
| 4  | 4  | Habit Forming          | John Fortenberry | Ildy Modrovich                           | 20 lipca 2011        | 22 czerwca 2012   |
| 5  | 5  | Poker Face             | David Grossman   | Steve Kriozere, Mark A. Altman           | 27 lipca 2011        | 29 czerwca 2012   |
| 6  | 6  | Dream On               | Andy Wolk        | Mark Kruger                              | 3 sierpnia 2011      | 6 lipca 2012      |
| 7  | 7  | Whose Team Are You On? | Elodie Keene     | Antoinette Stella                        | 10 sierpnia 2011     | 13 lipca 2012     |
| 8  | 8  | Losing Your Swing      | Gloria Muzio     | Tracy McMillan                           | 17 sierpnia 2011     | 20 lipca 2012     |
| 9  | 9  | Forget Me Not          | Kevin Hooks      | Damani Johnson, Ildy Modrovich           | 24 sierpnia 2011     | 27 lipca 2012     |
| 10 | 10 | A Wing and a Player    | Tim Hunter       | Steve Kriozere, Mark A. Altman           | 31 sierpnia 2011     | 3 sierpnia 2012   |
| 11 | 11 | Baggage Claim          | John Kretchmer   | Colin Sweeney, Liz Kruger, Craig Shapiro | 7 września 2011      | 10 sierpnia 2012  |
| 12 | 12 | Goal Line              | Kevin Dowling    | Jeffrey Lieber, Scott D. Shapiro         | 14 września 2011     | 17 sierpnia 2012  |

## Sezon 2 (2012-2013)
| Nr | #  | Tytuł                 | Reżyseria         | Scenariusz                                                | Premiera USA Network | Premiera nSeriale |
| -- | -- | --------------------- | ----------------- | --------------------------------------------------------- | -------------------- | ----------------- |
| 13 | 1  | Shrink or Swim        | Elodie Keene      | Liz Kruger, Craig Shapiro                                 | 6 czerwca 2012       | 10 czerwca 2013   |
| 14 | 2  | To Swerve and Protect | Rob Morrow        | Natalie Chaidez                                           | 13 czerwca 2012      | 17 czerwca 2013   |
| 15 | 3  | Wide Deceiver         | Kevin Dowling     | Scott D. Shapiro,Jeffrey Lieber                           | 20 czerwca 2012      | 24 czerwca 2013   |
| 16 | 4  | Slumpbuster           | Kevin Hooks       | Will McRobb, Chris Viscardi                               | 27 czerwca 2012      | 1 lipca 2013      |
| 17 | 5  | Mr. Irrelevant        | Craig Shapiro     | Mark Kruger                                               | 11 lipca 2012        | 8 lipca 2013      |
| 18 | 6  | What's Eating You?    | Andy Wolk         | Ildy Modrovich                                            | 18 lipca 2012        | 15 lipca 2013     |
| 19 | 7  | Spell It Out          | Tim Hunter        | Damani Johnson                                            | 25 lipca 2012        | 23 lipca 2013     |
| 20 | 8  | A Load of Bull        | Anton Cropper     | Colin Sweeney                                             | 1 sierpnia 2012      | 30 lipca 2013     |
| 21 | 9  | Might as Well Face It | Daniel Sackheim   | Will McRobb, Chris Viscardi                               | 15 sierpnia 2012     | 6 sierpnia 2013   |
| 22 | 10 | Double Fault          | James Hayman      | Natalie Chaidez                                           | 22 sierpnia 2012     | 13 sierpnia 2013  |
| 23 | 11 | All the King’s Horses | David Grossman    | Liz Kruger, Craig Shapiro                                 | 29 sierpnia 2012     | 20 sierpnia 2013  |
| 24 | 12 | Frozen Fish Sticks    | Kevin Dowling     | Scott D. Shapiro Teleplay by: Jeffrey Lieber              | 23 stycznia 2013     | 27 sierpnia 2013  |
| 25 | 13 | Hits and Myths        | John T. Kretchmer | Ildy Modrovich, Damani Johnson                            | 30 stycznia 2013     | 3 września 2013   |
| 26 | 14 | The Fall Guy          | Arlene Sanford    | Scott D. Shapiro                                          | 6 lutego 2013        | 10 września 2013  |
| 27 | 15 | Regret Me Not         | John Fortenberry  | Joe Sabatino, Donna Dannenfelser Teleplay by: Mark Kruger | 13 lutego 2013       | 17 września 2013  |
| 28 | 16 | There's the Door      | Kevin Dowling     | Liz Kruger, Craig Shapiro                                 | 20 lutego 2013       | 24 września 2013  |

## Sezon 3 (2013)
| Nr | #  | Tytuł                  | Reżyseria        | Scenariusz                                    | Premiera USA Network | Premiera nSeriale |
| -- | -- | ---------------------- | ---------------- | --------------------------------------------- | -------------------- | ----------------- |
| 29 | 1  | Ch-Ch-Changes          | Kevin Dowling    | Liz Kruger, Craig Shapiro                     | 12 czerwca 2013      | 12 czerwca 2014   |
| 30 | 2  | Gimme Some Lovin       | Kevin Dowling    | Mick Betancourt                               | 19 czerwca 2013      | 19 czerwca 2014   |
| 31 | 3  | Swimming With Sharks   | James Hayman     | Ildy Modrovich                                | 26 czerwca 2013      | 26 czerwca 2014   |
| 32 | 4  | Snap Out of It         | Elodie Keene     | Damani Johnson                                | 10 lipca 2013        | 3 lipca 2014      |
| 33 | 5  | V3 For Vendetta        | Rob Morrow       | Mark Kruger                                   | 17 lipca 2013        | 10 lipca 2014     |
| 34 | 6  | Good Will Haunting     | John Fortenberry | Colin Sweeney                                 | 24 lipca 2013        | 17 lipca 2014     |
| 35 | 7  | Bringing the Heat      | Tim Hunter       | Scott D. Shapiro                              | 31 lipca 2013        | 24 lipca 2014     |
| 36 | 8  | The Game's Afoot       | Kevin Hooks      | Ildy Modrovich, Donna Dannenfelser            | 7 sierpnia 2013      | 31 lipca 2014     |
| 37 | 9  | Sucker Punch           | Greg Prange      | Mick Betancourt, Damani Johnson, Joe Sabatino | 14 sierpnia 2013     | 7 sierpnia 2014   |
| 38 | 10 | Sympathy For the Devil | Craig Shapiro    | Liz Kruger, Craig Shapiro                     | 21 sierpnia 2013     | 14 sierpnia 2014  |